# Финал Кубка Стэнли 2006
Финал Кубка Стэнли 2006 года — решающая серия плей-офф Национальной хоккейной лиги в сезоне 2005/2006. В финале встретились победитель Восточной конференции — Каролина Харрикейнз и Западной — Эдмонтон Ойлерз. В решающей, седьмой, игре победу одержали «ураганы», впервые в своей истории завоевавшие Кубок Стэнли.

## Арены
| Эдмонтон            | Рексал-плейс RBC-центрАрены финала Кубка Стэнли 2006 | Роли                |
| Рексал-плейс        | Рексал-плейс RBC-центрАрены финала Кубка Стэнли 2006 | RBC-центр           |
| Вместимость: 16 839 | Рексал-плейс RBC-центрАрены финала Кубка Стэнли 2006 | Вместимость: 18 680 |
|                     | Рексал-плейс RBC-центрАрены финала Кубка Стэнли 2006 |                     |

## Первая игра
5 июня. Каролина Харрикейнз — Эдмонтон Ойлерз 5:4 (0:1, 1:2, 4:1)
| Счёт | Забил           | Передачи        | Передачи       | Время | Прим.  |
| ---- | --------------- | --------------- | -------------- | ----- | ------ |
| 0:1  | Фернандо Пизани | Раффи Торрес    | Ярослав Шпачек | 8:18  |        |
| 0:2  | Крис Пронгер    |                 |                | 30:36 | буллит |
| 0:3  | Этан Моро       | Мэтт Грин       |                | 36:23 |        |
| 1:3  | Род Бриндамор   | Джастин Уильямс | Кори Стиллман  | 37:17 |        |
| 2:3  | Рэй Уитни       | Даг Уэйт        | Эндрю Лэдд     | 41:40 |        |
| 3:3  | Рэй Уитни       | Марк Рекки      | Эрик Стаал     | 45:09 | бол.   |
| 4:3  | Джастин Уильямс | Чад Лароз       | Аарон Уорд     | 50:02 | мен.   |
| 4:4  | Алеш Хемски     | Джаррет Столл   | Крис Пронгер   | 53:31 | бол.   |
| 5:4  | Род Бриндамор   |                 |                | 59:28 |        |

- Игра в большинстве: «Каролина» 1 из 5, «Эдмонтон» 1 из 7
- Броски: 26-38 (8-8, 7-12, 11-18). Вратари: Уорд — Ролосон, Конклин.

## Вторая игра
7 июня. Каролина Харрикейнз — Эдмонтон Ойлерз 5:0 (1:0, 2:0, 2:0)

| Счёт | Забил             | Передачи          | Передачи          | Время | Прим. |
| ---- | ----------------- | ----------------- | ----------------- | ----- | ----- |
| 1:0  | Эндрю Лэдд        | Эрик Стаал        | Франтишек Каберле | 6:21  |       |
| 2:0  | Франтишек Каберле | Рэй Уитни         | Мэтт Каллен       | 30:28 | бол.  |
| 3:0  | Кори Стиллман     | Никлас Валлин     | Джастин Уильямс   | 39:57 |       |
| 4:0  | Даг Уэйт          | Марк Рекки        | Мэтт Каллен       | 42:21 | бол.  |
| 5:0  | Марк Рекки        | Франтишек Каберле | Мэтт Каллен       | 44:12 | бол.  |

- Игра в большинстве: «Каролина» 3 из 10, «Эдмонтон» 0 из 6.
- Броски: 26-25 (8-6, 10-10, 8-9). Вратари: Уорд — Маркканен

## Третья игра
10 июня. Эдмонтон Ойлерз — Каролина Харрикейнз 2:1 (1:0, 0:0, 1:1)

| Счёт | Забил         | Передачи       | Передачи       | Время | Прим. |
| ---- | ------------- | -------------- | -------------- | ----- | ----- |
| 1:0  | Шон Хоркофф   | Ярослав Шпачек | Алеш Хемски    | 2:31  |       |
| 1:1  | Род Бриндамор | Кори Стиллман  |                | 49:09 |       |
| 2:1  | Райан Смит    | Алеш Хемски    | Ярослав Шпачек | 57:45 |       |

- Игра в большинстве: «Эдмонтон» 0 из 7, «Каролина» 0 из 5
- Броски: 30-25 (9-6, 11-8, 10-11). Вратари: Маркканен — Уорд

## Четвёртая игра
12 июня. Эдмонтон Ойлерз — Каролина Харрикейнз 1:2 (1:1, 0:1, 0:0)

| Счёт | Забил           | Передачи          | Передачи      | Время | Прим. |
| ---- | --------------- | ----------------- | ------------- | ----- | ----- |
| 1:0  | Сергей Самсонов | Радек Дворжак     | Джаррет Столл | 8:40  |       |
| 1:1  | Кори Стиллман   | Франтишек Каберле | Эрик Стаал    | 9:09  | бол.  |
| 1:2  | Марк Рекки      | Эрик Стаал        | Кори Стиллман | 35:56 |       |

- Игра в большинстве: «Эдмонтон» 0 из 5, «Каролина» 1 из 7
- Броски: 21-20 (8-4, 8-11, 5-5). Вратари: Маркканен — Уорд

## Пятая игра
14 июня. Каролина Харрикейнз — Эдмонтон Ойлерз 3:4 ОТ (2:3, 1:0, 0:0, 0:1)

| Счёт | Забил           | Передачи      | Передачи      | Время | Прим. |
| ---- | --------------- | ------------- | ------------- | ----- | ----- |
| 0:1  | Фернандо Пизани | Крис Пронгер  | Раффи Торрес  | 0:16  |       |
| 1:1  | Эрик Стаал      | Даг Уэйт      | Брет Хедикэн  | 5:54  | бол.  |
| 2:1  | Рэй Уитни       | Эрик Стаал    | Марк Рекки    | 10:16 | бол.  |
| 2:2  | Алеш Хемски     | Дик Тарнстрём | Стив Стэйос   | 13:25 | бол.  |
| 2:3  | Майкл Пека      | Алеш Хемски   | Крис Пронгер  | 19:42 |       |
| 3:3  | Эрик Стаал      | Рэй Уитни     | Кори Стиллман | 29:56 | бол.  |
| 3:4  | Фернандо Пизани |               |               | 63:31 | мен.  |

- Игра в большинстве: «Каролина» 3 из 7, «Эдмонтон» 1 из 8
- Броски: 24-29 (14-10, 8-7, 2-5, 0-7). Вратари: Уорд — Маркканен.

## Шестая игра
17 июня. Эдмонтон Ойлерз — Каролина Харрикейнз 4:0 (0:0, 2:0, 2:0)

| Счёт | Забил           | Передачи      | Передачи        | Время | Прим. |
| ---- | --------------- | ------------- | --------------- | ----- | ----- |
| 1:0  | Фернандо Пизани | Алеш Хемски   | Ярослав Шпачек  | 21:45 | бол.  |
| 2:0  | Раффи Торрес    | Стив Стэйос   | Фернандо Пизани | 29:54 |       |
| 3:0  | Райан Смит      | Майкл Пека    | Ярослав Шпачек  | 43:04 | бол.  |
| 4:0  | Шон Хоркофф     | Радек Дворжак | Дик Тарнстрём   | 53:05 | бол.  |

- Игра в большинстве: «Эдмонтон» 3 из 9, «Каролина» 0 из 6
- Броски: 34-16 (10-3, 11-4, 13-9). Вратари: Маркканен — Уорд.

## Седьмая игра

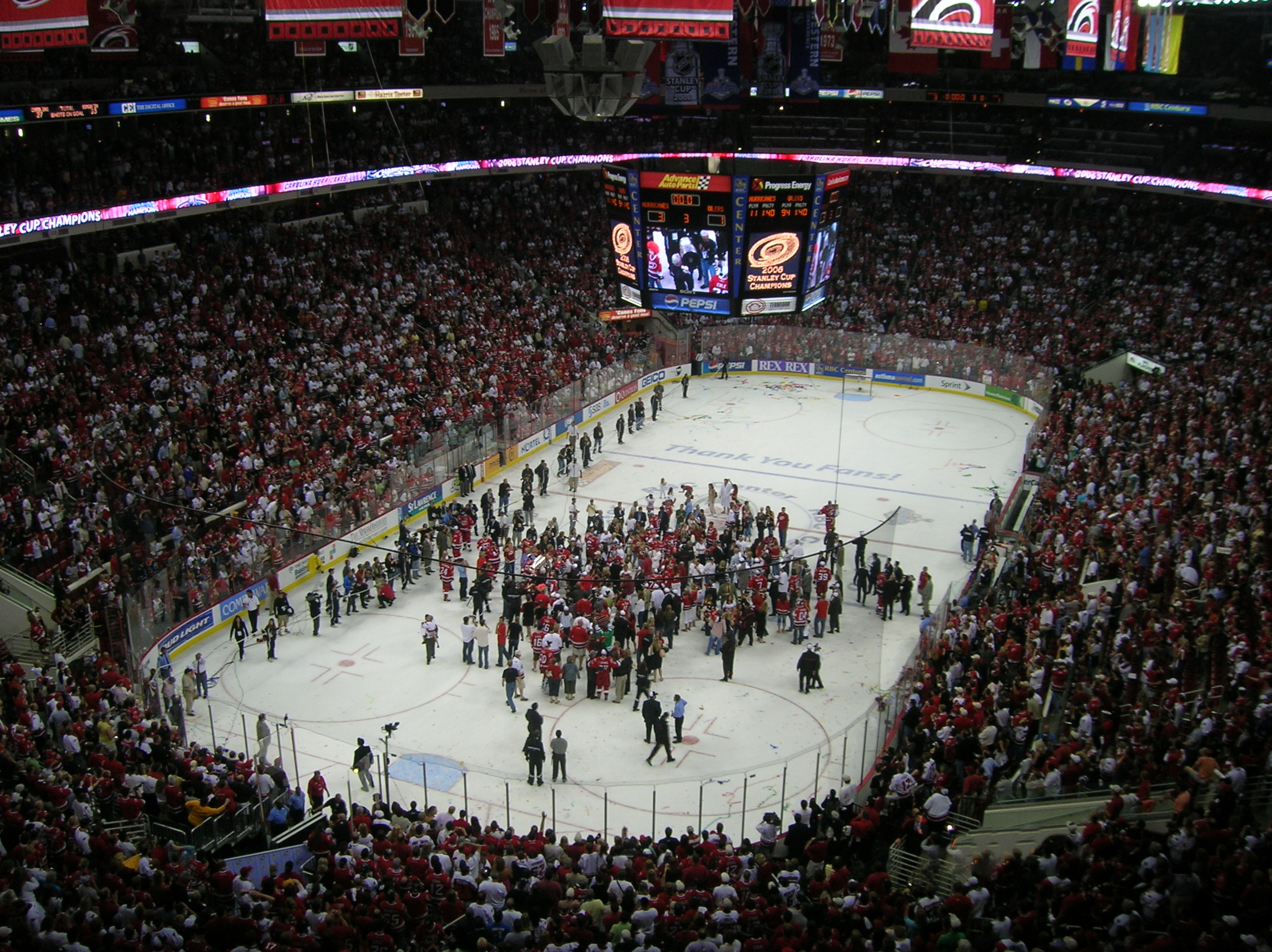
Хоккеисты «Каролины» празднуют победу в финале Кубка Стэнли

19 июня. Каролина Харрикейнз — Эдмонтон Ойлерз 3:1 (1:0, 1:0, 1:1)

| Счёт | Забил             | Передачи      | Передачи     | Время | Прим.        |
| ---- | ----------------- | ------------- | ------------ | ----- | ------------ |
| 1:0  | Аарон Уорд        | Марк Рекки    | Мэтт Каллен  | 1:26  |              |
| 2:0  | Франтишек Каберле | Кори Стиллман | Мэтт Каллен  | 24:18 | бол.         |
| 2:1  | Фернандо Пизани   | Рэм Мюррэй    | Раффи Торрес | 41:03 |              |
| 3:1  | Джастин Уильямс   | Эрик Стаал    | Брет Хедикэн | 58:59 | пуст. ворота |

- Игра в большинстве: «Каролина» 1 из 5, «Эдмонтон» 0 из 4
- Броски: 27-23 (10-5, 11-8, 6-11). Вратари: Уорд — Маркканен.

| Обладатель Кубка Стэнли 2006     |
| -------------------------------- |
| Каролина Харрикейнз первый титул |